# Міцність напою
Міцність — концентрація етилового спирту в алкогольних напоях, що виражається, як правило, у об'ємних відсотках (відсотках об'ємної частки) (скорочено % об.), тобто відносно обсягу розчиненого спирту до обсягу всього напою, помноженому на 100 %.

## Способи виміру міцності
У цей час міцність вимірюють за допомогою спиртометру.
Проте до їхнього винаходу, міцність, наприклад, текіли визначали таким чином: при закупорювання на дно пляшки з напоєм клали гусеницю, при відкритті пляшки цілість гусениці говорила про достатню міцність напою.[джерело?]

## Міцність найбільш вживаних алкогольних напоїв
- Горілка — 36-60 % об. (40 % об. для української горілки)
- Пиво — 3-6 % об., іноді до 32 % об[1]. (Міцне)
- Вино — 9-20 % об.
- Портвейн — 20-22 % об.
- Квас — 0,3-2,2 % об .
- Саке — 16-18 % об.
- Текіла — 40 % об. і більше.
- Шампанське — 9-20 % об.
- Коньяк — 40-42 % об.
- Брага — 3-8 % об. для пивних напоїв, 7-16% об. для винних.
- Самогон — 40-90 % об. в залежності від кількості перегонок.
- Мескаль — 38-43 % об.